# گوژپشت نتردام (فیلم ۱۹۵۶)
گوژپشت نتردام (انگلیسی: The Hunchback of Notre Dame) یک فیلم فرانسوی به کارگردانی ژان دولانوا است که در سال ۱۹۵۶ اقتباس از رمانی به همین نام از ویکتور هوگو ساخته و منتشر شد. این فیلم اولین نسخه رنگی از اقتباس‌های سینمایی رمان مشهور هوگو بود.

## بازیگران
- جینا لولوبریجیدا
- آنتونی کوئین
- بوریس ویان
- ژان مارتن
- پائول بانیفاش
- روبر هیرش
- ژاک دوفیلو
- روژه بلن
- ژان تیسیه
- دومینیک مارکا
- فیلیپ کِـلِـه